# Rosa Maria Barth
Rosa Maria Barth (* 15. Februar 1879 in Stuttgart; † 17. Dezember 1958 ebenda) war eine deutsche Graphologin und Schriftstellerin.

## Leben
Rosa Maria Barth entstammte einer Kaufmannsfamilie. Sie wurde geprägt von der Frömmigkeit ihres methodistischen Elternhauses. Barth entwickelte früh ein ausgeprägtes Interesse für psychologische Fragestellungen und  beschäftigte sich vor allem mit Graphologie. Sie gehörte der Deutschen Graphologischen Gesellschaft an und war als freiberufliche Beraterin und Gutachterin tätig. Neben Arbeiten zur Graphologie veröffentlichte sie zahlreiche, meist christlich geprägte Erzählungen für Kinder und Jugendliche, die eine breite Leserschaft fanden. Während der NS-Zeit geriet Barth wegen kritischer Äußerungen über die nationalsozialistische Kirchen- und Judenpolitik ins Visier der Gestapo; sie konnte jedoch bis 1939 weiter publizieren.

## Werke
- Gedanken über die Graphologie, ihren Nutzen und Segen, bezüglich Karakterbildidung, Selbst- und Menschenkenntnis, Lorch 1903
- Der Herr behüte Dich!, Lorch 1906
- Die selbstverständliche Wahrheit der Graphologie, Stuttgart 1907
- Temperament und Handschrift, Lorch (Württemberg) 1910
- Die Bildung der christlichen Persönlichkeit, Bremen 1912
- ’s Gretle, Bremen 1912
- Wesen und Wert der Freundschaft, Bremen 1912
- Unser Einfluß eine Macht!, Winnenden-Stuttgart 1913
- Wie wir fertige Menschen werden!, Winnenden b. Stuttgart 1913
- Vom Landkind zur Diakonissen-Mutter, Winnenden-Stuttgart 1914
- Was ich in dunklen Tagen gelernt, Winnenden 1914
- Zum Licht empor!, Winnenden-Stuttgart 1914
- Aus dem Heldenleben einer Diakonisse, Winnenden bei Stuttgart 1915
- Blick auf!, Winnenden 1915
- Stimmungsbilder aus der Kriegszeit, Chemnitz
  - 1 (1915)
- "Und ihr seid traurig?", Winnenden b. Stuttgart 1915
- Wie sie siegten, Winnenden b. Stuttgart
  - 1 (1915)
  - 2 (1915)
- Drei Charakterbilder aus dem Volke, Bad Nassau (Lahn) 1917
- Zum Gedächtnis der Toten, Winnenden-Stuttgart 1917
- Die höchsten Güter in Gefahr!, Lorch (Württ.) 1919
- Wesen und Wert der Handschriften-Kunde, Stuttgart 1920
- Natürliche Kräfte und geheimnisvolle Mächte, Bremen 1921
- Freundschaft, Bremen 1924
- Aufklärung über Handschriftenkunde und Zeichendeuten, Stuttgart 1925
- Peterlis Flucht und Heimkehr, Reutlingen 1926
- Die Schwermut, Gießen 1926
- Was Peterli als Bergführer erlebte, Reutlingen 1927
- Hannerl vom Achensee, Reutlingen 1929
- Almtoni vom Engadin, Reutlingen 1930
- Was sagt die Handschrift?, Lorch-Württemberg 1930
- Marthe vom Bregenzer Wald, Reutlingen 1931
- Ein Ehrenwort, Reutlingen 1932
- Heimgetragen, Reutlingen 1932
- Beim Röhrenbrunnen, Reutlingen 1933
- Der Jägerfranzel von Gerstruben, Reutlingen 1934
- Der Postfritz von Rothenburg, Reutlingen 1935
- Die Heldin der Insel, Reutlingen 1936
- Der Fischer von Usedom, Reutlingen 1937
- Der Sohn der Berge, Reutlingen 1938
- Im Walsertal, Reutlingen 1939
- Der Schiffer vom Rhein, Reutlingen 1939
- Durch Liebe heimgefunden, Stuttgart 1946
- Der Flötenhansel, Stuttgart 1946
- Nur nicht verzagen, Stuttgart 1946
- Erfüllte Sehnsucht, Reutlingen 1947
- Großvater erzählt, München 1947
- Die Lore vom Rhein, München 1948
- Treu sein, Reutlingen 1948
- Und dennoch ...,  München 1948
- Was Mutter erzählte, Reutlingen 1948
- Das Linchen von Engelthal, Stuttgart-Degerloch 1949

## Herausgeberschaft
- Eugenie Dietzsch: Leuchten aus der Ewigkeit, Gießen [u. a.] 1938